# Esió
Esió (en llatí Aesion, en grec antic Αἰσίων "Aisíon") fou un orador atenenc contemporani de Demòstenes (segle iv aC) amb el que va ser educat, segons diu Suides.
No se sap de quina tendència política formava part a la seva època dins del Regne de Macedònia. Quan se li va preguntar que n'opinava dels oradors del seu temps, va dir que mentre escoltava els altres oradors, admirava les seves belles i sublims converses amb la gent, però que els discursos de Demòstenes, quan els llegia, sobrepassaven els altres per la seva habilitat de construcció i el seu poder. Aristòtil esmenta la seva bella expressivitat.